# Obelisco incompiuto di Assuan

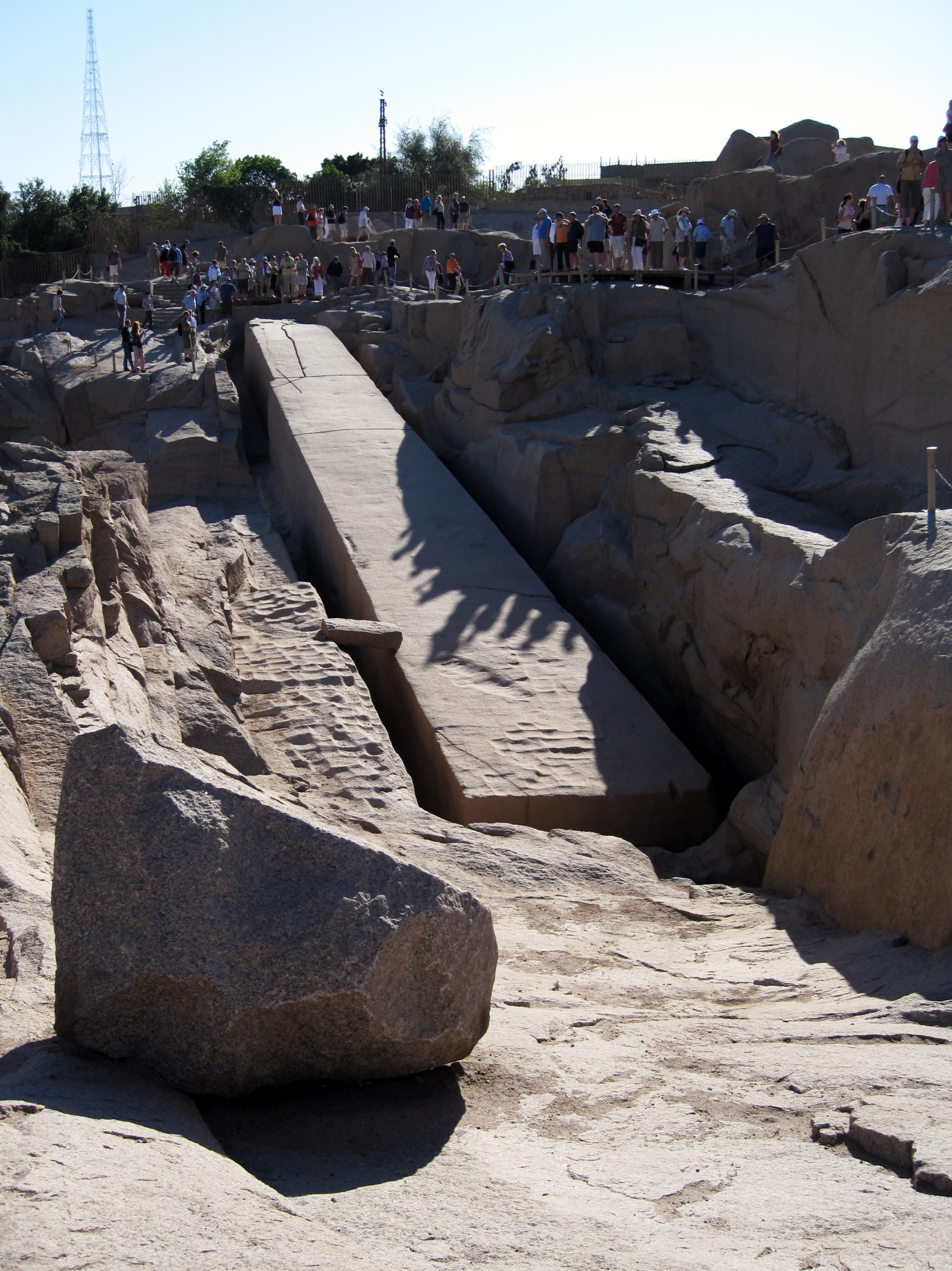
L'obelisco incompiuto di Assuan.

L'obelisco incompiuto di Assuan è un obelisco egizio la cui estrazione non è stata completata, probabilmente a causa della comparsa di fenditure nella roccia. Si trova disteso su un fianco in una grande cava di granito rosa circa 2 km a sud della città di Assuan, in Egitto. Il lato inferiore non è stato distaccato dalla roccia per l'abbandono del progetto a causa delle fenditure nel granito. 
Lungo 41,75 metri con una base di 4,2 x 4,2 metri, sarebbe stato il più alto del mondo se fosse stato completamente estratto ed eretto. Il suo peso è stimato in circa 1.200 tonnellate. Si pensa che risalga al regno del faraone Tuthmosis III e che facesse parte di una coppia di obelischi il cui secondo esemplare, l'obelisco del Laterano, era situato a Karnak ed ora si trova a Roma di fronte alla Basilica di San Giovanni in Laterano.
L'area dove si trova è stata dichiarata un museo all'aperto dal governo egiziano ed è visitata costantemente da tanti turisti. 

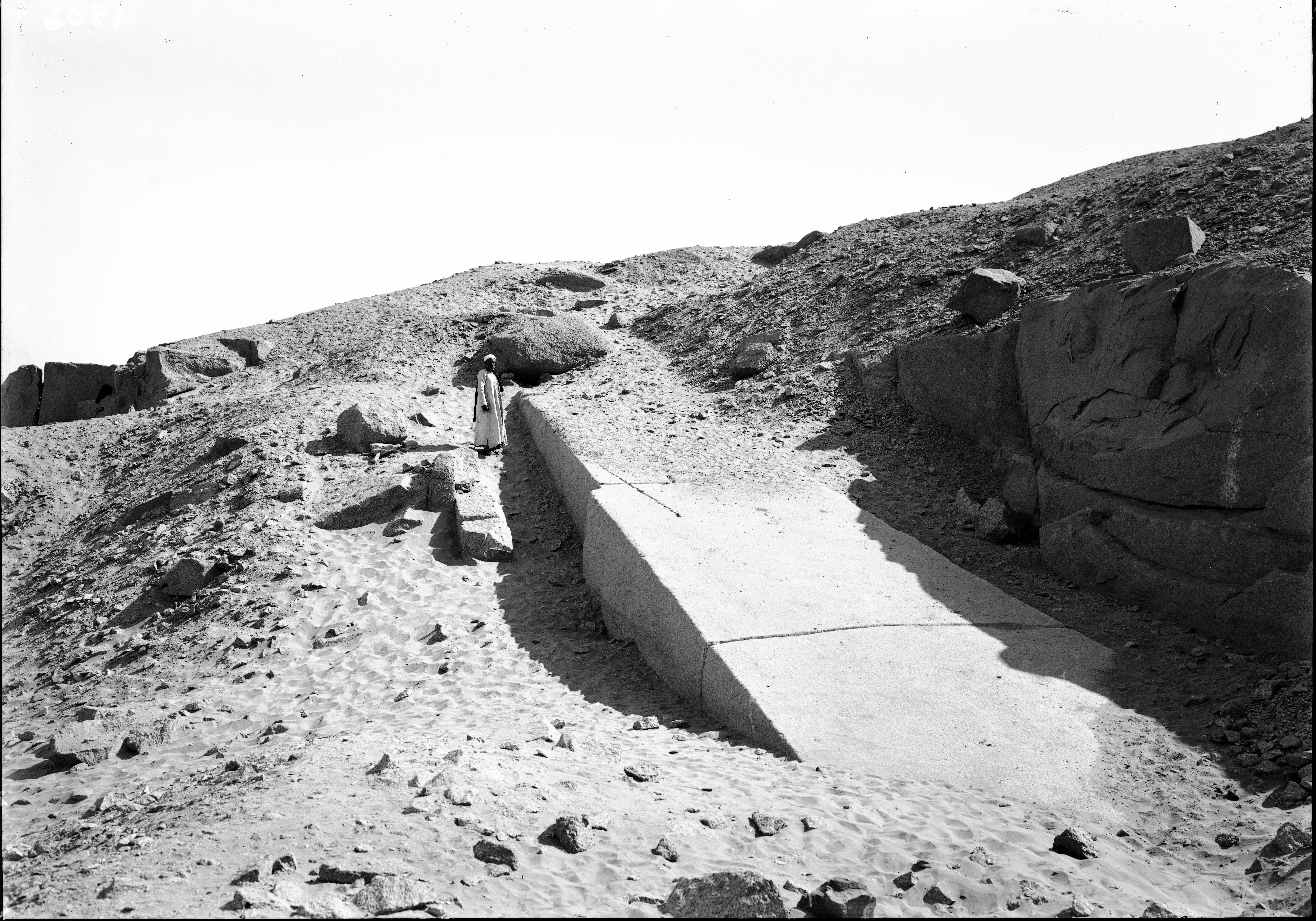
L'obelisco nel 1914, semisepolto dalla sabbia
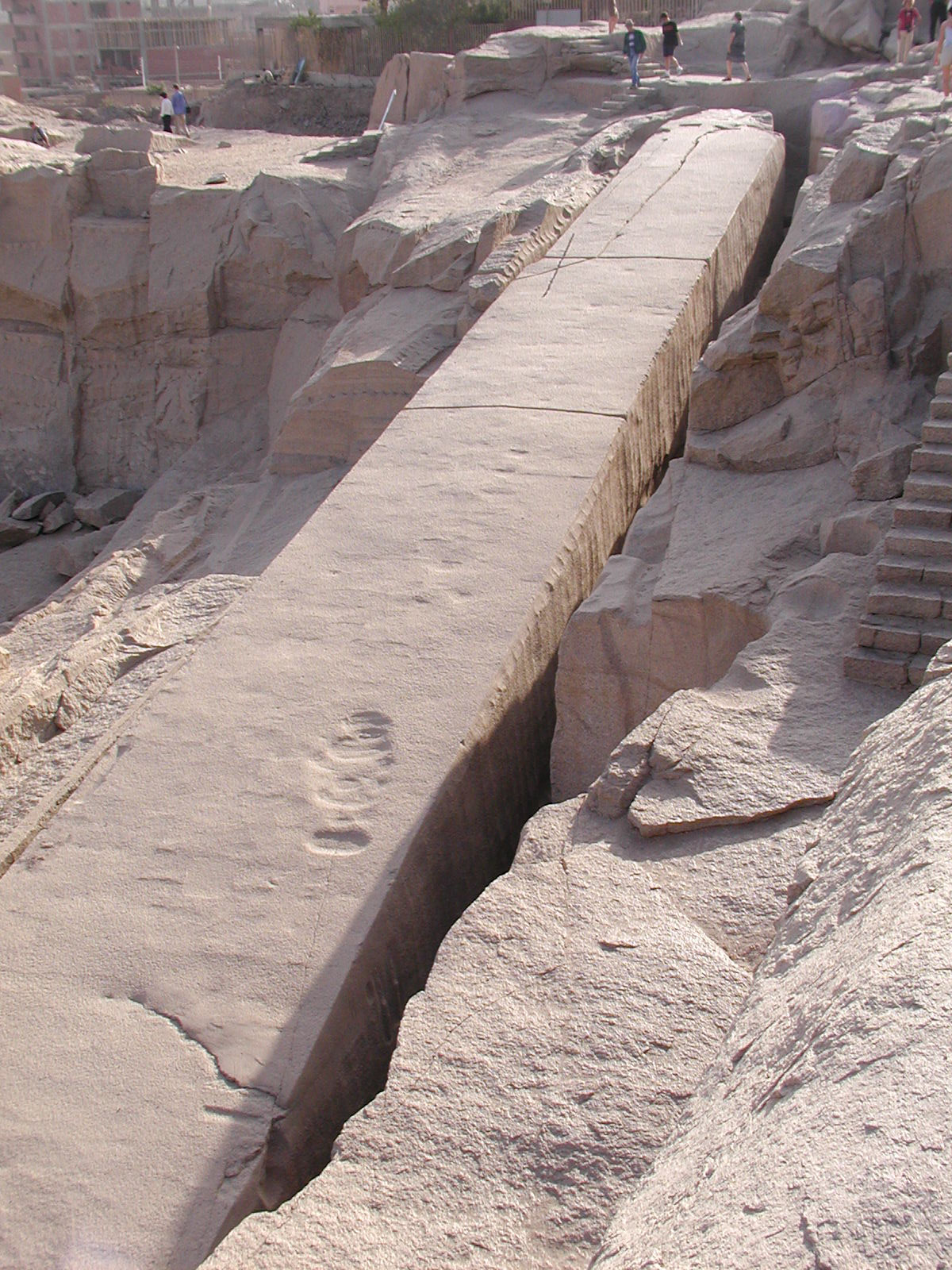
Vista longitudinale dell'obelisco
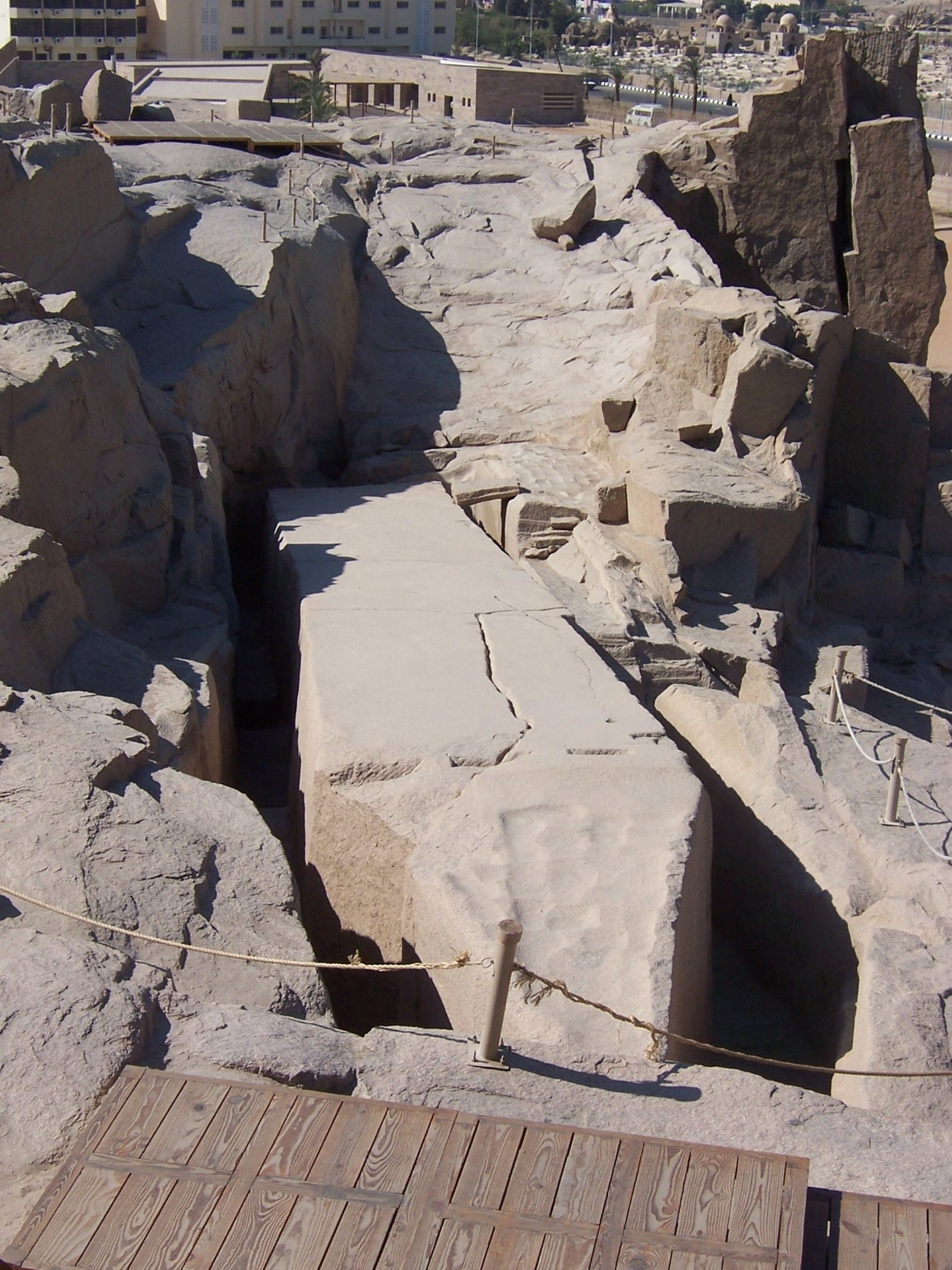
Vista della punta dell'obelisco
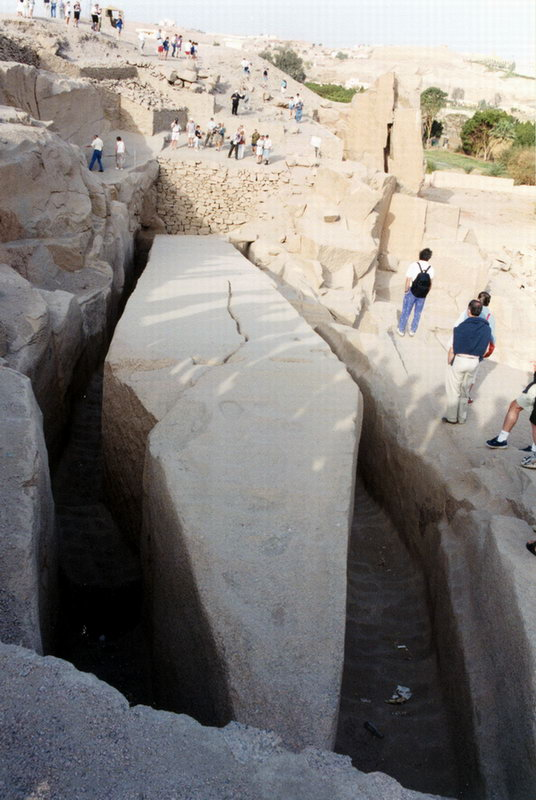
Altra immagine dell'obelisco